# 嶋田高宏
嶋田 高宏（しまだ たかひろ、1974年12月25日 - ）は、茨城県出身の元騎手・現調教助手。
父は元騎手・元調教師の嶋田潤、伯父には同じく元騎手・元調教師の嶋田功がいる。
騎手の嶋田純次との血縁関係はない。

## 経歴
競馬学校9期生として飯田祐史・伊藤直人・亀山泰延・川合達彦・小林徹弥・宗像徹と同期になり、卒業後の1993年3月にデビュー。
1年目の1993年は3月6日の中山第4競走4歳新馬・フルムーン（16頭中9着）で初騎乗を果たし、5月15日の東京第12競走4歳以上900万下・マリンパシフィックで初勝利を挙げる。7月3日・4日の福島で初の2日連続勝利、同18日の新潟では初の1日2勝を記録し、初年度の同年から2桁勝利の13勝をマーク。
2年目の1994年にはフラワーカップで11頭中11番人気のビショップリングに騎乗して4着に入り、オークスデーの最終レースとなった5月22日の東京第11競走4歳以上500万下をクレストボーイで勝利。最終秋の東京からはセタノキングに騎乗し、900万下では逃げるノーブルグラスにメンバー中最速37秒1の脚でクビ差まで迫る2着に入り、ジャパンカップデーの最終レースで1年ぶりの勝利に導くと、昇級初戦となった朝日杯3歳S当日の準メイン市川ステークス（1500万下）では16頭中11番人気で14番人気ユーフォリアの2着に入って馬連10万馬券の波乱を演出。同年には2年連続2桁勝利となる21勝をマークするが、結局この年が自身唯一の20勝台でキャリアハイとなった。
3年目の1995年には未勝利だけで7勝を挙げ、セタノキングでは内外タイムス杯（1500万下）3着、10月8日の新潟第1競走3歳新馬では栃木・ハイランド牧場生産馬エスパスでロゼカラーの2着に入った。
1996年には春秋の新潟マイル戦でケントニーオーに騎乗し、春は谷川岳ステークス3着、秋は新潟日報賞で単勝1.3倍の1番人気タイキマーシャルとマリーゴッドを抑えて勝利。夏の中山ではダイタクヤマトの甥にあたるダイタクビクトリーで木更津特別（500万下）を勝利したほか、秋の新潟では父ニホンピロウイナー・母父トウショウボーイのレディーアイリスで新馬勝ちを収めるなど9勝をマークし、セタノキングでは矢作川特別（900万下）でトーヨーシアトルの2着に入った。
1997年には明け8歳のケントニーオーでメンバー中唯一の関東馬となった小倉大賞典を2着と健闘し、3月29日の中山第1競走4歳未出走では16頭中15番人気のブランドスリムで9番人気ナンヨーアマゾネスの2着に入って枠連10万・馬連12万馬券の波乱を起こすと、翌30日のアクアマリンステークス（1500万下）ではセタノキングでノーザンレインボーの3着に入った。8月23日の新潟第9競走湯之谷特別では新潟公営・赤間亨厩舎所属の4歳牝馬ヤマタケパークで逃げ切って県所属馬の中央初勝利に導くなど、3年ぶりの2桁勝利となる16勝をマーク。
1998年からはフェイマスケイで短距離路線を活躍し、同年は夏の福島テレビ杯（1600万下）、秋の福島民友カップと福島1200mで2勝する。GI初騎乗となったスプリンターズステークスでは5着とはクビ差の6着と掲示板には入れなかったが、マサラッキ・ケイワンバイキング・エイシンバーリン・シンコウフォレストには先着した。2000年には春の福島・やまびこステークスでダイタクヤマト・トロットスター・メジロダーリングに次ぐ4着に入り、同年から1200mになった中京のテレビ愛知オープンではダイタクヤマト・メジロダーリングに勝利。函館スプリントステークスではタイキトレジャー・ダイタクヤマト・メジロダーリングと前に行った3頭が残った中、3着メジロダーリングとハナ差でブロードアピール・スギノハヤカゼ・マイネルマックスに先着する4着であった。
2000年には6月25日の函館第7競走4歳以上500万下では新潟公営・赤間亨厩舎所属の4歳牝馬マイショウパークで2着に7馬身差付けて勝利し、地方馬で挙げた2勝は、1986年以降で地方馬に騎乗した中央生え抜きの騎手では田中勝春と並んだ。
2001年9月23日の中山第3競走3歳未勝利・ビヨンドザダークで通算100勝を達成 するが、同年の11勝が最後の2桁勝利となり、2002年と2003年は共に3勝、2004年は自己最低の僅か1勝に終わる。
2005年は3月5日の中山第3競走3歳未勝利・ハヤツキシーズが最後の勝利、4月24日の福島第8競走4歳以上500万下・ハルジュン（15頭中11着）が最後の騎乗となり、5月31日付で現役を引退。
引退後は土田稔厩舎の調教助手となり、2010年1月2日より清水英克厩舎に移籍し、コスモネモシンを担当。

## 騎手成績
| 通算成績 | 1着 | 2着 | 3着 | 4着以下 | 出走回数 | 勝率 | 連対率 |
| -------- | --- | --- | --- | ------- | -------- | ---- | ------ |
| 平地     | 110 | 134 | 156 | 2000    | 2400     | .046 | .102   |